# Luigi Acilio
Luigi Cilio, o Acilio, pseudonimo Cilio Alifano (Alife, inizio XVI secolo – Napoli (?), dopo il 1558), è stato un editore italiano.
Nato ad Alife, è stato un canonico della Cattedrale di Alife e tipografo itinerante attivo ad Alife, Napoli e Salerno.
Nel 1536 è Primicerio del Capitolo della Cattedrale. Quell'anno dal suo torchio in Alife pubblica Opera nuoua nomata Vero tempio de amore di Iacopo Campanile, introdotto da una lettera dedicatoria alla contessa Cornelia Piccolomini. Nel 1542 è a Napoli, dove pubblica Operum infidelium fideliumque elucidatio di Pietro Caporella con lo pseudonimo di Cilio Alifano con il quale firmerà le edizioni successive. L'anno seguente è a Salerno, dove introduce l'arte della stampa e pubblica almeno due opere prima di rientrare in Alife. Dal 1552 è di nuovo a Napoli dove dà alle stampe il De puerorum institutione del grammatico e professore alifano Cesare Benenato, e due opere di Costantino Castriota. Negli anni successivi prosegue con pubblicazioni di un certo interesse, soprattutto a carattere militare e religioso, comprese più prediche di Felice Peretti poi divenuto Papa Sisto V che lo ricorda in un proprio manoscritto. Stampa in Napoli almeno fino al novembre 1558 ultima data nota. Di lui ci sono pervenute almeno 20 cinquecentine, disponibili in biblioteche italiane ed estere, oltre a notizie bibliografiche di altre edizioni perdute.